# Merril Bainbridge
Merril Bainbridge (Melbourne, 2 giugno 1968) è una cantante australiana, famosa per il suo singolo del 1994 Mouth che ha raggiunto il primo posto in classifica in Australia e il quarto negli Stati Uniti.

## Biografia
Merril Bainbridge ha iniziato ad esibirsi cantando all'età di nove anni. Dopo aver cantato come corista per vari gruppi australiani, ha avviato la sua carriera da solista sotto la protezione del produttore Siew. Nel 1994 Merril ha firmato un contratto con la neonata etichetta discografica di Ross Fraser e John Farnham, la Gotham Records. Fraser aveva scoperto la cantante dopo avere ascoltato una sua registrazione che gli aveva inviato per posta.
Mouth, il singolo di debutto di Merril Bainbridge, composto da lei stessa e prodotto da Siew, è uscito ad ottobre 1994 in Australia. Il brano è entrato in classifica solo ad aprile dell'anno successivo, fino a raggiungere il primo posto a maggio, mantenendolo per sei settimane consecutive e diventando il quarto singolo più venduto dell'anno in Australia. Il secondo singolo, Under the Water, è uscito a giugno 1995 ed è arrivato quarto in classifica, risultando a fine anno il ventiquattresimo più venduto. Il successo ottenuto ha portato la Gotham a pubblicare l'album di debutto The Garden il 31 luglio 1995. Il disco ha raggiunto il quinto posto in classifica ed è stato certificato doppio platino per aver venduto 140 000 copie in Australia. Ad ottobre 1995 è stato pubblicato Power of One, il terzo singolo estratto da The Garden, che ha raggiunto il ventunesimo posto in Australia. Quell'anno Merril Bainbridge è stata nominata in cinque categorie agli ARIA Music Awards, i premi musicali più importanti in Australia; si aggiungeranno tre nomination l'anno successivo, fra cui nessuna vittoria. Sleeping Dogs, il quarto e ultimo singolo di The Garden, è uscito a febbraio 1996 e ha raggiunto la cinquantacinquesima posizione nella classifica australiana.
Nel 1996 Marc Nathan ha convinto Merril a firmare un contratto con la Universal Music per promuovere la sua musica negli Stati Uniti. Qui Mouth è stata pubblicata ad agosto 1996, e ha novembre ha raggiunto il quarto posto in classifica. Ha trascorso un totale di trenta settimane nella Billboard Hot 100 e ha vinto un disco d'oro per aver venduto oltre 600 000 copie. Negli Stati Uniti The Garden è uscito il 24 settembre 1996, raggiungendo il centunesimo posto nella Billboard 200. Under the Water è stata scelta come secondo singolo anche per il mercato statunitense, ma non è andata oltre l'ottantunesimo posto in classifica. Visto che questa sarà l'unica comparsa di Merril Bainbridge nella top 100 americana, la cantante viene considerata una one-hit wonder.
Mentre stava completando la sua prima tournée internazionale, Merril ha iniziato a scrivere e comporre il suo secondo album. Il singolo di lancio, Lonely, è uscito ad aprile 1998 con scarsi riscontri commerciali, arrivando quarantesimo in classifica in Australia e centodiciottesimo negli Stati Uniti. Il 5 ottobre 1998 è uscito il secondo album di Merril Bainbridge, Between the Days, che non è andato oltre la cinquantottesima posizione nella classifica australiana. Un secondo singolo, una cover di I Got You Babe di Sonny & Cher con la collaborazione del cantante giamaicano Shaggy, è arrivata sessantaduesima in classifica in Australia. Gli altri due singoli estratti da Between the Days, la traccia omonima e Walk on Fire, non sono comparsi in alcuna classifica.
Dopo alcuni anni lontana dal mondo dello spettacolo in cui ha sposato il musicista Owen Bolwell e partorito il suo primogenito, Merril è tornata nel 2003 con il nuovo singolo Girl Next Door. Il brano, che avrebbe dovuto anticipare un terzo album mai pubblicato, è arrivato centotreesimo in classifica in Australia. Sia per il poco successo della canzone che per motivi personali, quali il desiderio di occuparsi della famiglia, la cantante si è allontanata dalle luci della ribalta.

## Discografia

### Album
- 1995 – The Garden
- 1998 – Between the Days

### Singoli
- 1994 – Mouth
- 1995 – Under the Water
- 1995 – Power of One
- 1996 – Sleeping Dogs
- 1998 – Lonely
- 1998 – I Got You Babe (con Shaggy)
- 1998 – Between the Days
- 1999 – Walk on Fire
- 2003 – Girl Next Door